# جوزف وی. چاریک
جوزف وی. چاریک (انگلیسی: Joseph V. Charyk; ۹ سپتامبر ۱۹۲۰ –  ۲۸ سپتامبر ۲۰۱۶) Government official، علوم فضایی اهل ایالات متحده آمریکا بود.
وی همچنین برندهٔ جوایزی همچون مدال ملی فناوری و نوآوری شده‌است.